# Sensus fidei
Sensus fidei, „Glaubenssinn“, auch Sensus fidei fidelium, „Glaubenssinn der Gläubigen“ oder Sensus fidelium, „Sinn der Gläubigen“ (von lat. sensus „Sinn, Empfindung, Urteil, Meinung“, fides „Glaube, Vertrauen, Treue“ und fidelis „treu, verlässlich, gläubig“; hier substantivisch: "der Glaubende, der Gläubige) ist ein Begriff der römisch-katholischen Theologie. Der „übernatürliche Glaubenssinn“ bezeichnet einen „Instinkt für die Wahrheit des Evangeliums“, eine „ganz persönliche, tiefe Kenntnis des kirchlichen Glaubens“, die es allen Mitgliedern der Kirche – „von den Bischöfen bis zu den letzten gläubigen Laien“ – ermöglicht, „echte christliche Lehre und Praxis zu erkennen und zu befürworten sowie zurückzuweisen, was falsch ist“; siehe auch Glaubenswahrheiten der katholischen Kirche. Durch „die persönliche Fähigkeit des Gläubigen, innerhalb der Gemeinschaft der Kirche die Wahrheit des Glaubens zu erkennen“ konstituiert sich der Consensus fidelium („Einhelligkeit der Glaubenden“), der als ein sicheres Kriterium gilt, „um zu entscheiden, ob eine bestimmte Lehre oder Praxis zum apostolischen Glauben gehört“.

## Biblische Grundlage
Grundlage für die kirchliche Lehre sind die Aussagen des Neuen Testaments im Johannesevangelium, den Paulusbriefen und den Katholischen Briefen, in denen dem ganzen Volk Gottes in der Salbung bei Taufe und Firmung der Beistand des Heiligen Geistes zugesagt wurde:
- „Der Beistand aber, der Heilige Geist, den der Vater in meinem Namen senden wird, der wird euch alles lehren und euch an alles erinnern, was ich euch gesagt habe.“ (Joh 14,26 EU; vgl. Joh 14,16–17 EU, Joh 15,26 EU, Joh 16,12–14 EU)
- „Jedem aber wird die Offenbarung des Geistes geschenkt, damit sie anderen nützt.“ (1 Kor 12,7 EU, vgl. 1 Kor 12,4–11 EU)
- „Der Gott Jesu Christi, unseres Herrn, der Vater der Herrlichkeit, gebe euch den Geist der Weisheit und Offenbarung, damit ihr ihn erkennt. Er erleuchte die Augen eures Herzens, damit ihr versteht, zu welcher Hoffnung ihr durch ihn berufen seid, welchen Reichtum die Herrlichkeit seines Erbes den Heiligen schenkt und wie überragend groß seine Macht sich an uns, den Gläubigen, erweist durch das Wirken seiner Kraft und Stärke.“ (Eph 1,17–19 EU)
- „Für euch aber gilt: Die Salbung, die ihr von ihm empfangen habt, bleibt in euch und ihr braucht euch von niemand belehren zu lassen. Alles, was seine Salbung euch lehrt, ist wahr und keine Lüge. Bleibt in ihm, wie es euch seine Salbung gelehrt hat.“ (1 Joh 2,27 EU)
- „Wer Ohren hat, der höre, was der Geist den Gemeinden sagt.“ (Offb 2,7 EU)

## Entstehung des Begriffs
Zur Zeit der Kirchenväter galt der „Glauben der ganzen Kirche“ als „sicherer Bezugspunkt, um zu erkennen, was zur apostolischen Überlieferung gehört“. Laien nahmen an Konzilien teil und wirkten bei der Bischofswahl mit. Wie John Henry Newman erforschte, wurde während des 4. Jahrhunderts „die der unfehlbaren Kirche übertragene göttliche Überlieferung weitaus mehr von den Gläubigen als vom Episkopat verkündet und beibehalten“. Auch im Mittelalter wurde dem Sensus fidelium große Achtung und Aufmerksamkeit entgegengebracht.
Der Theologe Melchior Cano, der am Konzil von Trient maßgeblich teilnahm, sprach im Zusammenhang mit den Loci theologici, den Erkenntnisquellen der Dogmatik auf der Grundlage der kirchlichen Tradition, vom Sensus fidelium als einem von vier Kriterien, um zu entscheiden, ob eine Lehre oder Praxis zur katholischen Tradition zählt. Im 19. Jahrhundert erarbeiteten die Theologen Johann Adam Möhler, Giovanni Perrone und John Henry Newman bedeutende Beiträge zum Verständnis des Sensus fidelium als Locus theologicus. Für Möhler stellte er „die subjektive Dimension der Tradition dar“ und „schließt notwendigerweise ein objektives Element – die Lehre der Kirche – ein, denn das christliche 'Gespür' der Gläubigen, das in ihrem Herzen lebt und praktisch gleichbedeutend mit der Tradition ist, wird nie von seinem Inhalt geschieden“. Giovanni Perrone sah in „einmütiger Zustimmung oder 'Conspiratio' der Gläubigen und ihrer Hirten“ eine „Garantie für den apostolischen Ursprung dieser Lehre“. Dem Einfluss Giovanni Perrones war es zuzuschreiben, dass Papst Pius IX. vor der Verkündigung des Dogmas von der Unbefleckten Empfängnis der Jungfrau Maria in der Bulle Ineffabilis Deus 1854 alle Bischöfe weltweit nach dem Ausmaß befragte, den diese Glaubensaussage in Glaube und Kult der Menschen besäße, und er traf auf singularis catholicorum Antistitum ac fidelium conspiratio, eine „einzigartige Übereinstimmung der katholischen Vorsteher und Gläubigen“.

Das Erste Vatikanische Konzil definierte die Unfehlbarkeit des Papstes. Es setzte den Sensus fidei fidelium voraus, ohne ihn – wegen des vorzeitigen Abbruchs des Konzils – eigens zu beraten und in einem Text zu verabschieden. Das Zweite Vatikanische Konzil ergänzte den Aspekt der Unfehlbarkeit des Papstes um die Unfehlbarkeit des ganzen Volkes Gottes und verdankte wesentliche Impulse dazu dem Theologen Yves Congar. Es definierte in seiner dogmatischen Konstitution über die Kirche Lumen gentium: 

„Das heilige Gottesvolk nimmt auch teil an dem prophetischen Amt Christi, in der Verbreitung seines lebendigen Zeugnisses vor allem durch ein Leben in Glauben und Liebe […]. Die Gesamtheit der Glaubenden […] kann im Glauben nicht irren. Und diese ihre besondere Eigenschaft macht sie durch den übernatürlichen Glaubenssinn (mediante supernaturali sensu fidei) des ganzen Volkes dann kund, wenn sie ,von den Bischöfen bis zu den letzten gläubigen Laien’ (Augustinus) ihre allgemeine Übereinstimmung in Sachen des Glaubens und der Sitten äußert. Durch jenen Glaubenssinn nämlich, der vom Geist der Wahrheit geweckt und genährt wird, hält das Gottesvolk […] den einmal den Heiligen übergebenen Glauben (vgl. Jud 3 ) unverlierbar fest.“

Das Konzil überwand damit das „Zerrbild“ eines Gegensatzes von aktiver Hierarchie und passiven Laien und einer strengen Trennung zwischen einer „lehrenden Kirche“ (Ecclesia docens), dem kirchlichen Lehramt, und einer „lernenden Kirche“ (Ecclesia discens) oder „hörenden Kirche“, den Laien, wie es sich im 19. Jahrhundert verfestigt hatte und noch beim Zweiten Vatikanischen Konzil besonders von Kardinal Ernesto Ruffini vertreten wurde.

## Gehalt und Reichweite
Die katholische Kirche glaubt, dass glaubende Christen durch die Wirksamkeit des Heiligen Geistes, den sie in Taufe und Firmung empfangen, einen übernatürlichen, also nicht durch das Menschsein an sich gegebenen „Instinkt für die Wahrhheit des Evangeliums“ erhalten; dadurch vermögen sie echte christliche Lehre und Praxis zu erkennen und sind befähigt, zurückzuweisen, was falsch ist. Dieser Instinkt entspringt dem Glauben und ist eine seiner Eigenschaften. Zu den Orten, an denen sich der Sensus fidelium realisiert, gehören die Liturgie und die Volksfrömmigkeit; er trägt hier zur „Authentizität der […] symbolischen und mystischen Sprache“ bei.
Subjekte des Sensus fidei sind sowohl der einzelne Glaubende als auch das gesamte Volk Gottes. Er ist geschichtlich, sozial und kulturell vermittelt. Der Glaubenssinn des einzelnen Christen kann nicht vom Sensus fidelium, vom Glaubenssinn aller Gläubigen, getrennt werden, der als Sensus ecclesiae, gemeinsamer Glaubenssinn der Kirche (Vorsteher und Laien), einen „sicheren Maßstab“ darstellt, „um zu erkennen, ob eine besondere Lehre oder Praxis in Übereinstimmung mit der katholischen Tradition steht“. Die Laien werden nicht mehr als rein passive Empfänger dessen verstanden, was die Hierarchie lehrt und die Theologen erklären, sondern sie sind vielmehr „lebendige und aktive Subjekte in der Kirche“.
Als Voraussetzungen für die Teilhabe am Sensus fidelium sieht die Kirchenleitung einige kirchliche, geistliche und ethische Dispositionen:
1. aktive Teilhabe am kirchlichen Leben über formale Mitgliedschaft in der Kirche hinaus
2. aufmerksames und rezeptives Hören auf die Heilige Schrift, vorzugsweise in der Liturgie, und eine „von Herzen kommende Antwort“ und das Bekenntnis des Glaubens
3. Offenheit und Akzeptanz für die Rolle der Vernunft in Bezug auf den Glauben
4. „Achtsamkeit gegenüber dem kirchlichen Lehramt und die Bereitschaft, auf die Lehre der Hirten der Kirche zu hören, als ein Akt der Freiheit und tiefer Überzeugung“
5. Heiligkeit, Demut, Freiheit und Freude: „Heiligkeit ist Teilhabe am Leben Gottes, des Vaters, des Sohnes und des Heiligen Geistes, und das Engagement für seine Mitmenschen.“
6. Bemühung um Erbauung der Kirche.[9]

Die aktive Rolle der Gläubigen betrifft die Entwicklung des christlichen Glaubens und die Herausbildung von Lehrerklärungen genauso wie die Weiterentwicklung der sittlichen Lehre der Kirche über ein angemessenes, dem Evangelium konformes menschliches Verhalten. Das Zweite Vatikanische Konzil hat den „Sensus fidelium“ als wichtigen Faktor bei der Entwicklung der Lehre bestätigt, so dass das Lehramt verpflichtet ist, sich auf den Glaubenssinn der Kirche als Ganzes zu beziehen und die Gläubigen zu konsultieren.
„Im Rahmen der Gesamtheit der Kirche kommt den Laien eine eigenständige Autorität in der Glaubensüberlieferung zu, insofern sie an der Unfehlbarkeit der Kirche teilhaben und sie zum Ausdruck bringen.“
Theologie und Theologen haben eine „kritisch-aufklärende“ Rolle, das kirchliche Lehramt eine „unterscheidende und ordnende“ Funktion. Die Theologie muss sich „in die Schule des 'Sensus fidelium' begeben, um dort die tiefe Resonanz des Wortes Gottes zu entdecken. Auf der anderen Seite helfen die Theologen den Gläubigen, den echten 'Sensus fidelium' zum Ausdruck zu bringen“.
Die Beurteilung über die Echtheit des „Sensus fidelium“ kommt nach geltender Auffassung der Kirchenleitung letztlich weder den Gläubigen selbst noch der Theologie zu, sondern dem Lehramt. „Dennoch ist der Glaube, dem dies dient, wie bereits hervorgehoben wurde, der Glaube der Kirche, der in allen Gläubigen lebt, daher übt das Lehramt sein wichtiges Aufsichtsamt immer innerhalb des gemeinschaftlichen Lebens der Kirche aus.“ Um diese Verhältnisbestimmung zwischen Lehramt und Sensus fidei zu schützen, ist eine Rechtsordnung wünschenswert, die in der Kirche noch zu entwickeln ist, so der katholische Theologe Peter Hünermann. Die Kirchenleitung verweist darauf, dass „es keine einfache Gleichstellung zwischen dem „Sensus fidei“ und der öffentlichen oder mehrheitlichen Meinung geben“ könne. Jedoch sei eine regelmäßige Konsultation, „eine ständige Kommunikation und ein regelmäßiger Dialog über praktische Fragen und Dinge des Glaubens und der Moral unter den Gliedern der Kirche“ selbstverständlich und wichtig. Synoden und Pastoralräte auf allen Ebenen der Kirche, in denen Kleriker, Ordensleute und Laien mitwirkten, seien Orte des Austauschs legitimer Ansichten auf der Basis der Meinungs- und Redefreiheit.